# Шив сена
«Шив сена» (санскр. शिव सेना, букв. «Армія Шиви») — індійська націоналістична ультраправа політична партія. Належить до індуїстських націоналістичних партій. Традиційно найбільшу підтримку партія має у Махараштрі й Гоа. Головним оплотом партії вважається Мумбаї.